# Nhà thờ chính tòa Thánh Giuse, Pontianak
Nhà thờ chính tòa Thánh Joseph (tiếng Indonesia: Katedral Santo Yosef) còn được gọi là Nhà thờ chính tòa Pontianak, là một nhà thờ Công giáo nằm ở thành phố Pontianak thủ phủ của tỉnh Tây Kalimantan phía tây đảo Borneo ở Indonesia.
Nhà thờ đầu tiên được xây dựng vào năm 1908, được thánh hiến một năm sau đó. Bởi vì nhà thờ cũ không đủ sức chứa số giáo dân đã bị phá hủy vào năm 2011. Nhà thờ hiện tại là một trong những nhà thờ lớn nhất trong khu vực, đã được khánh thành vào ngày 19 tháng 12 năm 2014 và chính thức được Giáo hội Công giáo cung hiến vào ngày 19 tháng 3 năm 2015 tại Lễ thánh Giuse. Từ thuở ban đầu, nhà thờ này đã được đặt dưới sự quản lý và coi sóc bởi các linh mục dòng Capuchin.
Nhà thờ này là nhà thờ của Giáo hội Công giáo theo nghi thức La Mã, còn gọi là Latinh và là nhà thờ mẹ của Tổng giáo phận Pontianak (Archidioecesis Pontianakensis hoặc Keuskupan Agung Pontianak), vốn bắt đầu với vai trò là một Hạt Đại diện Tông Tòa vào năm 1905 qua Tông sắc "Quod Christ" của Giáo hoàng Gioan XXIII.
Nhà thờ này hiện nay dưới quyền quản lý về mục vụ của Tổng giám mục Agustinus Agus.